# Pawieł Dżaluk
Pawieł Iwanowicz Dżaluk, ros. Павел Иванович Джалюк (ur. 14 marca?/26 marca 1895 w aule Chunzach w guberni dagestańskiej, zm. 16 stycznia 1968 w Paryżu) – rosyjski wojskowy (pułkownik), oficer Kozackiego Stanu, a następnie dowódca szkoleniowej sotni kubańskiej w składzie 1 Kozackiej Szkoły Junkierskiej podczas II wojny światowej, emigracyjny działacz kombatancki i wojskowy.
Ukończył korpus kadetów we Władykaukazie, a następnie szkołę kawaleryjską w Twerze. Objął funkcję komendanta jednej z kozackich szkół wojskowych. Brał udział w I wojnie światowej. W 1918 r. wstąpił do nowo formowanych wojsk Białych gen. Antona I. Denikina. Doszedł do stopnia pułkownika. W połowie listopada 1920 r. wraz z wojskami Białych ewakuował się z Krymu do Gallipoli. Na emigracji zamieszkał w Czechosłowacji. W Pradze ukończył miejscową politechnikę, po czym przeniósł się do Paryża. Pracował jako konsjerż. Przez pewien czas był właścicielem restauracji. Jednocześnie działał w Stowarzyszeniu Kubańskim we Francji. Po ataku wojsk niemieckich na ZSRR 22 czerwca 1941 r., wstąpił do nowo formowanych kozackich oddziałów wojskowych Wehrmachtu. Następnie został oficerem w Kozackim Stanie. Na przełomie 1944/1945 r. w stopniu starszyny wojskowego objął dowództwo szkoleniowej sotni kubańskiej w składzie 1 Kozackiej Szkoły Junkierskiej, stacjonującej w Villa Santina w północnych Włoszech. Pod koniec kwietnia 1945 r. wraz z personelem szkoły i kursantami w Południowym Tyrolu poddał się Brytyjczykom. Został wydany Sowietom. Po procesie skazano go w październiku 1946 r. na karę 10 lub 12 lat łagrów. Po wyjściu na wolność w wyniku ogłoszenia amnestii w 1956 r., powrócił do Paryża, gdzie w 1957 r. został członkiem komisji ds. wyboru atamana wojskowego Wojska Kubańskiego. Wszedł w skład kierownictwa Stowarzyszenia Kubańskiego we Francji. W latach 1961–1962 stał na czele komisji rewizyjnej organizacji. Działał też w Związku Rosyjskich Inwalidów Wojennych, Stowarzyszeniu Pierwopochodników i Związku Ogólnokozackim.